# Hačkar
Hačkar (armenščina: խաչքար, izgovorjeno [χɑtʃʰkʰɑɾ], խաչ xač 'križ + քար k'ar kamen) znan kot armenski križni kamen, je iz kamna izklesana spominska stela, značilna za Armenijo. Hačkarji so značilni za srednjeveško krščansko armensko umetnost.
Najpogostejši motiv na hačkarjih je križ, včasih tudi razpelo, z ozadjem v obliki rozete ali sončnega diska. Ostanek zapolnjujejo vzorci listov, grozdja ali abstraktnih vzorcev. Včasih so nad tem upodobljeni še motivi iz Biblije ali podobe svetnikov.
Hačkarji, njihova simbolika in izdelava, so od leta 2010 vpisani na Unescov seznam nesnovne kulturne dediščine.

## Zgodovina
Prvi pravi hačkar se je pojavil v 9. stoletju, v času armenskega preporoda po osvoboditvi od arabske vladavine. Najstarejši hačkar z znanim datumom je bil izklesan leta 879 (čeprav obstajajo zgodnekši, bolj surovi primeri). Postavljen v Garniju, je posvečen kraljici Katranide I., ženi kralja Ašota I. Bareljnija. Vrhunec rezbarske umetnosti hačkarjev je bil med 12. in 14. stoletjem. Umetnost je upadla med mongolsko invazijo konec 14. stoletja. Oživela je v 16. in 17. stoletju, vendar umetniške višine 14. stoletja niso bile več obnovljene. Danes tradicija še vedno ostaja in v nekaterih delih Erevana je še vedno mogoče opaziti rezbarje hačkarjev.
Danes je ohranjenih približno 40.000 hačkarjev. Večina jih je prosto stoječih, tisti pa, ki so bili donirani, so običajno vgrajeni v samostanske stene. Naslednji trije hačkarji so med najboljšimi primeri: 
- En v Geghardu, izklesan leta 1213, verjetno mojstra Timothy in Mkhitar
- Hačkar svetega Odrešenika v Hagpatu, izklesan leta 1273, mojster Vahram
- Hačkar v Gošavanku, ki ga je leta 1291 izklesal mojster Poghos

V Zgodovinskem muzeju v Erevanu in poleg Ečmiadzinske stolnice so razstavljeni številni dobri primeri. Največja ohranjena zbirka hačkarjev v Armeniji, je na pokopališču Noraduz na zahodni obali Sevanskega jezera, kjer je mogoče videti staro pokopališče z okoli 900 hačkarji iz različnih obdobij in različnih slogov. Največje število je bilo nekdaj pri Julfi v Nahičevanski avtonomni republiki Azerbajdžan, vendar so celotno srednjeveško pokopališče uničili azerbajdžanski vojaki leta 2005.

## Opis
Najpogostejša značilnost hačkarjev je križ, ki stoji nad rozeto ali sončnim diskom. Preostanek kamnitega lica je napolnjen z zapletenimi vzorci listov, grozdja, granatnega jabolka in prepletenih pasov. Občasno hačkar prekriva venec, ki včasih vsebuje svetopisemske ali svetniške figure.
Večina zgodnjih hačkarjev je bila postavljena za reševanje duše bodisi živega ali pokojnega človeka. V nasprotnem primeru naj bi bili v počastitev vojaške zmage, izgradnje cerkve ali kot oblika zaščite pred naravnimi nesrečami.
Najpogostejša lokacija zgodnjih hačkarjev je bila na pokopališču. Vendar pa armenski nagrobniki prevzemajo številne druge oblike in le manjšina so hačkarji.

## Danes
Umetnost rezbarjenja hačkarjev je bila priča ponovnemu rojstvu kot simbolu armenske kulture v 20. stoletju.
Po vsem svetu je na stotine hačkarjev, med katerimi so mnogi spomeniki v spomin na žrtve armenskega genocida. Postavljeni so na različnih lokacijah, med drugim v Vatikanskem muzeju, spominskem vrtu stolnice v Canterburyju, stolnici sv. Marije, Sydney, kapitolu države Colorado, Templju miru v Cardiffu, stolnici Kristusove cerkve v Dublinu in drugod.
Po enem štetju je v Franciji skoraj 30 hačkarjev na javnih lokacijah.

## Ogroženi hačkarji
Velik del hačkarjev, ki so bili ustvarjeni v zgodovinski Armeniji in okoliških regijah, v sodobnem času postali posest Turčije, Azerbajdžana ter deloma Gruzije in Irana. Zaradi sistematičnega izkoreninjenja hačkarjev, je v Turčiji danes le nekaj primerov. Na žalost teh preživelih ni katalogiziranih in primerno fotografiranih. Zato je težko spremljati sedanje razmere. En dokumentiran primer se je zgodil na armenskem pokopališču v Jughi. 
Azerbajdžanska vlada je zanikala trditve, da so pripadniki azerbajdžanskih sil decembra 2005 v Nahičevanu razbili hačkarje s kladivi.

## Tipi
Amenaprkich (armensko: sveti, kar pomeni sveti Odrešenik) je posebna vrsta hačkarja, v katerem je na križu upodobljen križani Kristus. Znanih je le nekaj primerov, večina pa je iz konca 13. stoletja.

## Galerija
- Sodoben hačkar pri cerkvi Sourp Kevork, Bejrut, Libanon (2016)
- Gjumri
- Hačkar v samostanu Hagharcin, blizu Dilijana], Armenija.
- Sveti Odrešenik hačkar v Hagpatu (1273)
- Različni hačkarji pri samostanu Makaravank, Armenija
- Sodoben hačkar v Armenskem katolikosatu Kilikija, Antelias, Libanon
- Hačkar v Sanahinu
- Srednjeveški hačkar v samostanu v Sanahinu, 1902
- Sodoben hačkar v Novem Sadu, Srbija (1993)
- Velik hačkar iz 13. st. v samostanu Gandzasar v Republiki Arcakh
- Znani dvojni hačkarji spominskega zvonika samostana Dadivank v Republiki Arcakh